# Wulfwig
Wulfwig (Wulfinus; † 1067) war ein mittelalterlicher Bischof von Dorchester, als die Stadt Sitz der vereinigten Diözesen von Dorchester und Lincoln war.

## Leben
Wulfwig erscheint in einer Urkunde von 1045 als königlicher Kanzler, deren Zuverlässigkeit jedoch zweifelhaft ist. 1053 trat er die Nachfolge von Ulf (Ulfus Normanus) im Bistum Dorchester an. Sein Vorgänger lebte und war unrechtmäßig abgesetzt worden, und Freeman schlägt vor, dass die Aufzeichnung dieser Tatsache in der Chronik auf ein Gefühl gegen Wulfwigs Ernennung hindeute, aber es scheint keinen Widerspruch gegeben zu haben. Wulfwig hatte anscheinend die gleichen Skrupel zur Inthronisation von Bischöfen wie Erzbischof Stigand, da er nach Frankreich ging, um sich weihen zu lassen. Man geht davon aus, dass seine Ernennung einen vorübergehenden Rückgang des normannischen Einflusses zur Folge hatte. Er war der letzte der alten Dorchester-Bischöfe, denn sein Tod ereignete sich während der normannischen Eroberung Englands, als die kirchlichen Beförderungen in England in normannische Hände übergingen.
Wulfwig erhielt seine Konsekration 1053 auf dem Kontinent. und starb 1067 in Winchester. Er wurde in der Kathedrale von Dorchester bestattet. Sein Testament ist erhalten geblieben und wurde von einer großen Anzahl von Personen bezeugt, beginnend mit König Wilhelm dem Eroberer.